# Védő (jog)
A védő a büntetőeljárásban (vagy a szabálysértési eljárásban) eljáró egyik személy. Mivel általában ügyvéd képesítéssel rendelkezik, a köznyelvben szokás szerint védőügyvédnek nevezik.

## Magyarországon
A hatályos 2017. évi XC. törvény VIII. fejezete rendelkezik a védő jogállásáról. 
A védő a büntetőeljárásban (vagy a szabálysértési eljárásban) eljáró egyik személy. Mivel általában ügyvéd képesítéssel rendelkezik, a köznyelvben szokás szerint védőügyvédnek nevezik.

## A védőként eljárni jogosultak köre
Védőként meghatalmazás vagy kirendelés alapján ügyvéd járhat el.
Ügyvédjelölt védőként ügyvéd mellett vagy ügyvéd helyetteseként eljárhat
a) a vádemelés előtt,
b) a vádemelés után a járásbíróságon, valamint a törvényszéken azzal, hogy törvényszék előtt perbeszédet nem tarthat.
A terhelt érdekében több védő is eljárhat, több terhelt érdekében ugyanaz a védő is eljárhat.

## A védő jogai és kötelezettségei
A védő - ha a védő jogállásáról szóló törvény eltérően nem rendelkezik - teljes körűen gyakorolhatja a terhelt mindazon jogait, amelyek jellegüknél 
fogva nem csupán a terhelt személyéhez fűződhetnek. A védő ezeket a jogait önállóan, védői jogokként gyakorolhatja.
A védő a fentieken felül jogosult arra, hogy
a) jelen legyen az olyan eljárási cselekményen, amelyen a terhelt jelen lehet vagy a terhelt jelenléte kötelező,
b) a törvényben meghatározott esetekben jelen legyen az olyan eljárási cselekményeken is, ahol a terhelt nem lehet jelen vagy a terhelt jelenléte korlátozható,
c) a védelem érdekében a jogszabályban biztosított lehetőségek és feltételek keretei között adatokat szerezzen be és gyűjtsön, és e célból a személy- és vagyonvédelmi, valamint a magánnyomozói tevékenység szabályairól szóló törvény alapján magánnyomozót vegyen igénybe.
A terhelttel közölt határozatot minden esetben közölni kell a védőjével is.
A védő köteles
a) a terhelttel a kapcsolatot késedelem nélkül felvenni,
b) a terhelt érdekében minden törvényes védekezési eszközt és módot kellő időben felhasználni,
c) a terheltet a védekezés törvényes eszközeiről felvilágosítani, a jogairól tájékoztatni, a kötelezettségeire figyelmeztetni,
d) a terheltet mentő, illetve a felelősségét enyhítő tények felderítését szorgalmazni,
e) akadályoztatása esetén - előre nem ismert elháríthatatlan akadály felmerülését kivéve - helyettesítéséről gondoskodni, egyidejűleg az akadályoztatás tényéről az eljáró bíróságot, ügyészséget vagy nyomozó hatóságot tájékoztatni,
f) jogait úgy gyakorolni és a kötelezettségeit úgy teljesíteni, hogy a büntetőeljárás időszerű lefolytatását ne akadályozza.
Ha a terhelt fogva van, az eljáró bíróság, ügyészség vagy nyomozó hatóság a védő személyéről és elérhetőségéről, valamint ezek megváltozásáról haladéktalanul, de legkésőbb a terhelt befogadásakor, illetve a változásról való tudomásszerzést követő negyvennyolc órán belül tájékoztatja a fogva tartást végrehajtó intézetet.
Ha a terhelt érdekében több védő jár el, akkor  - a terhelt eltérő rendelkezésének hiányában - vezető védőnek a meghatalmazást elsőként benyújtó védőt kell tekinteni, a meghatalmazások egyidejű benyújtása esetén a vezető védőt az eljáró nyomozó hatóság, ügyészség vagy bíróság jelöli ki. Az ügyiratokat - ideértve az idézést és az értesítést is - a vezető védőnek kell kézbesíteni. Perbeszéd tartására a vezető védő vagy az általa kijelölt védő jogosult. Jogorvoslati nyilatkozatra a vezető védő vagy az általa kijelölt védő, ezek hiányában az eljárási cselekményen jelen lévő védő jogosult.

## A védő kizárása
Nem lehet védő
a) a sértett, a sértett segítője, valamint ezek hozzátartozója,
b) aki az ügyben bíróként, ügyészként vagy a nyomozó hatóság tagjaként jár vagy járt el, valamint ezek hozzátartozója,
c) aki a terhelt érdekével ellentétes magatartást tanúsított, vagy akinek az érdeke a terheltével ellentétes,
d) aki az ügyben szakértőként vagy szaktanácsadóként vesz vagy vett részt,
e) aki az ügyben tanúként vesz vagy vett részt, kivéve, ha a 170. § (1) bekezdés a) pontja alapján nem volt kihallgatható, illetve ha a 173. § alapján a tanúvallomást megtagadta,
f) aki az ügyben tanúként részt vett, vagy részt vevő - a terhelttől különböző - személy segítőjeként vesz vagy vett részt,
g) aki az ügyben közvetítőként jár vagy járt el,
h) aki az ügyben vagy az üggyel összefüggő más ügyben terheltként vesz vagy vett részt.
Több terhelt érdekében ugyanaz a védő akkor járhat el, ha a terheltek érdekei nem ellentétesek. A több terhelt érdekében eljáró védőt az eljárásból ki kell zárni, ha a terheltek között érdekellentét áll fenn.
A védő kizárásáról - a vádemelés előtt az ügyészség indítványára - a bíróság határoz.
Ha a védő a kizárási okot maga jelenti be, a kizárási ok bejelentésétől kezdve az ügyben nem járhat el.
A (4) bekezdésben foglaltakat kivéve a védő a kizárás elbírálásáig az ügyben eljárhat.

## Kötelező védői részvétel az eljárásban
A büntetőeljárásban védő részvétele kötelező, ha
a) a bűncselekményre a törvény öt évig terjedő vagy ennél súlyosabb szabadságvesztés büntetés kiszabását rendeli,
b) a terhelt személyi szabadságot érintő kényszerintézkedés hatálya alatt áll, más ügyben letartóztatás, előzetes kényszergyógykezelés hatálya alatt áll, valamint ha szabadságvesztést, elzárást vagy javítóintézeti nevelést tölt,
c) a terhelt hallássérült, siketvak, vak, beszédfogyatékos, más okból kommunikációképtelen, vagy abban súlyos fokban korlátozott, továbbá - a beszámítási képességére tekintet nélkül - kóros elmeállapotú,
d) a terhelt a magyar nyelvet nem ismeri,
e) a terhelt egyéb okból nem képes személyesen védekezni,
f) a bíróság, az ügyészség, illetve a nyomozó hatóság a terhelt indítványára, vagy azért, mert azt egyéb okból szükségesnek tartotta, védőt rendelt ki,
g) e törvény erről külön rendelkezik.

## A meghatalmazott védő
A védelem ellátására meghatalmazást a terhelt, a terhelt törvényes képviselője vagy nagykorú hozzátartozója, külföldi állampolgár terhelt esetén hazája konzuli tisztviselője is adhat.
A meghatalmazott ügyvéd védőként akkor járhat el, ha - a (3) bekezdésben foglalt kivétellel - eredeti meghatalmazását vagy annak hitelesített másolatát az eljáró bírósághoz, ügyészséghez vagy nyomozó hatósághoz benyújtották.
Az elektronikus ügyintézés és a bizalmi szolgáltatások általános szabályairól szóló 2015. évi CCXXII. törvény (a továbbiakban: E-ügyintézési törvény) szerinti rendelkezési nyilvántartásban (a továbbiakban: rendelkezési nyilvántartás) a védői meghatalmazásra vonatkozó nyilatkozat csak a meghatalmazás elfogadásával és az elfogadó nyilatkozat rendelkezési nyilvántartásban való rögzítésével érvényes. A rendelkezési nyilvántartásba vett védői meghatalmazás az eljáró bíróságnak, ügyészségnek, illetve nyomozó hatóságnak történő bejelentéstől hatályos.
A terhelt mind az általa, mind az (1) bekezdésben meghatározott segítő által meghatalmazott védő meghatalmazását bármikor visszavonhatja.
A meghatalmazás hatálya - ha a meghatalmazásból más nem tűnik ki - a büntetőeljárás jogerős befejezéséig tart, és kiterjed a perújításra, a felülvizsgálatra, az egyszerűsített felülvizsgálatra, a bűncselekménnyel összefüggő vagyon vagy dolog elvonására, adat hozzáférhetetlenné tételére irányuló eljárásra, valamint a különleges eljárásokra is.

## A kirendelt védő
A bíróság, az ügyészség és a nyomozó hatóság védő kirendeléséről határoz, ha a büntetőeljárásban védő részvétele kötelező, és a terheltnek nincs meghatalmazott védője. A kirendelés alapján a védőként eljáró ügyvéd kijelölése az eljáró bíróság, ügyészség vagy nyomozó hatóság székhelye szerint illetékes területi ügyvédi kamara feladata.
A kijelölés céljából a védő kirendeléséről szóló határozatot az (1) bekezdés szerint illetékes területi ügyvédi kamarával is közölni kell.
A területi ügyvédi kamara a védő kijelölését olyan információs rendszer működtetésével végzi, amely lehetőség szerint biztosítja a kijelölés azonnaliságát és a kijelölt védők tényleges elérhetőségét.
Ha a büntetőeljárásban védő részvétele kötelező és a terheltnek nincs védője, a bíróság, az ügyészség vagy a nyomozó hatóság
a) a terhelt idézése, előállítása vagy értesítése, továbbá a bűncselekmény elkövetésével megalapozottan gyanúsítható személy gyanúsítotti kihallgatásra történő idézése vagy előállítása esetén az idézéssel, előállítással vagy értesítéssel egyidejűleg,
b) az a) pontban meghatározottakon kívül az eljárási cselekmény során nyomban
védőt rendel ki.
A bíróság, az ügyészség, illetve a nyomozó hatóság védőt rendel ki, ha a büntetőeljárásban védő részvétele nem kötelező, de a terhelt hatékony védelmének biztosítása végett azt szükségesnek tartja.
Az ügyészség és a nyomozó hatóság védőt rendel ki, ha a terhelt jövedelmi és vagyoni viszonyai miatt nem tud a védelméről gondoskodni és védő kirendelését indítványozza. A bíróság a vádemelés után a terhelt indítványára védőt rendel ki.
A védő kirendelése, illetve kijelölése ellen nincs helye jogorvoslatnak. A terhelt - indokoltan - más védő kijelölését indítványozhatja. Az indítványról az a bíróság, ügyészség vagy nyomozó hatóság dönt, amely előtt az eljárás folyamatban van.
A kirendelt védő indokolt esetben indítványozhatja a felmentését a kirendelés alól. Az indítványról az a bíróság, ügyészség vagy nyomozó hatóság dönt, amely előtt az eljárás folyamatban van.
A kirendelt védő a közreműködéséért díjra és költségeinek megtérítésére is jogosult.
A vádemelés előtt a nyomozó hatóság vagy az ügyészség a helyettes védőre vonatkozó rendelkezések megfelelő alkalmazásával gondoskodik védő jelenlétéről az eljárási cselekményen, ha
a) a területi ügyvédi kamara a védő kijelöléséről a kirendelő határozat kézhezvételétől számított egy órán belül nem gondoskodik,
b) a területi ügyvédi kamara által kijelölt védő tekintetében a kijelöléskor a 43. § (1) bekezdés a)-b) pontjában vagy d)-h) pontjában meghatározott kizáró ok állapítható meg, vagy
c) a kijelöléskor a kijelölt védő szabályszerű idézése vagy értesítése a védő elérhetetlensége miatt nem lehetséges, és az eljárási cselekmény elvégzése nem mellőzhető.47. § (1) A vádemelés előtt a nyomozó hatóság vagy az ügyészség a helyettes védőre vonatkozó rendelkezések megfelelő alkalmazásával gondoskodik védő jelenlétéről az eljárási cselekményen, ha
a) a területi ügyvédi kamara a védő kijelöléséről a kirendelő határozat kézhezvételétől számított egy órán belül nem gondoskodik,
b) a területi ügyvédi kamara által kijelölt védő tekintetében a kijelöléskor a 43. § (1) bekezdés a)-b) pontjában vagy d)-h) pontjában meghatározott kizáró ok állapítható meg, vagy
c) a kijelöléskor a kijelölt védő szabályszerű idézése vagy értesítése a védő elérhetetlensége miatt nem lehetséges, és az eljárási cselekmény elvégzése nem mellőzhető.
A vádemelés után a bíróság feladata a kirendelt védőként eljáró ügyvéd kijelölése, ha
a) a területi ügyvédi kamara a védő kijelöléséről a kirendelő határozat kézhezvételétől számított egy órán belül nem gondoskodik,
b) a területi ügyvédi kamara által kijelölt védő tekintetében a kijelöléskor kizáró ok állapítható meg, vagy
c) a kijelöléskor a kijelölt védő szabályszerű idézése vagy értesítése a védő elérhetetlensége miatt nem lehetséges, és az eljárási cselekmény elvégzése nem mellőzhető.
A (2) bekezdés b) és c) pontja esetén a területi ügyvédi kamara kijelölése a bíróság kijelölő határozatával hatályát veszti.
Az (1) és (2) bekezdés esetén a védőt kijelölő határozatot a területi ügyvédi kamarával, szükség esetén a területi ügyvédi kamara által kijelölt ügyvéddel is közölni kell.

## A kirendelés hatálya
A kirendelés hatálya a büntetőeljárás jogerős befejezéséig tart, és kiterjed a perújításra, a felülvizsgálatra, az egyszerűsített felülvizsgálatra, a bűncselekménnyel összefüggő vagyon vagy dolog elvonására, adat hozzáférhetetlenné tételére irányuló eljárásra, valamint a különleges eljárásokra is.
A kirendelés hatályát veszti, amikor a terhelt érdekében meghatalmazott védő a meghatalmazását e törvény szerint benyújtotta, vagy a meghatalmazás rendelkezési nyilvántartásba vételét bejelentették.
A bíróság, az ügyészség és a nyomozó hatóság a meghatalmazás benyújtásakor, illetve a meghatalmazás rendelkezési nyilvántartásba vételének bejelentésekor a meghatalmazott védőt tájékoztatja a korábban eljárt kirendelt védő személyéről és elérhetőségéről.
A meghatalmazott védő haladéktalanul köteles tájékoztatni a korábban eljárt kirendelt védőt arról, hogy a büntetőeljárásban meghatalmazott védőként jár el.
A tájékoztatás kézhezvételét követően a korábban eljárt kirendelt védő haladéktalanul köteles a meghatalmazott védővel minden olyan adatot közölni és neki minden olyan ügyiratot átadni, amely a védelem ellátásához felhasználható.
A bíróság és az ügyészség a meghatalmazott, illetve a korábban eljárt kirendelt védőt a (4) és (5) bekezdésben meghatározott kötelezettség elmulasztása esetén az okozott bűnügyi költség megtérítésére kötelezi és rendbírsággal sújthatja.
A védő kirendelése - az (1) és (2) bekezdés kivételével - akkor veszti hatályát, ha az eljáró bíróság, ügyészség vagy nyomozó hatóság a védőt a kirendelés alól felmenti.
Ha a bíróság, az ügyészség vagy a nyomozó hatóság a 46. § (7)-(8) bekezdése alapján a kirendelt védőt felmenti, és ezzel egyidejűleg új védőt rendel ki, a (3)-(6) bekezdés rendelkezéseit megfelelően alkalmazni kell.

## Helyettes védő kirendelése
A bíróság, az ügyészség vagy a nyomozó hatóság a védő helyettesítésére helyettes védőt rendel ki, ha
a) a védő az eljárási cselekményen szabályszerű idézés ellenére nem jelenik meg,
b) távolmaradását alapos okkal előzetesen nem menti ki, vagy helyettesítéséről nem gondoskodik,
c) az eljárási cselekmény elvégzésének egyéb feltételei fennállnak, és
d) az eljárási cselekmény elvégzése nem mellőzhető.
Az (1) bekezdés a) és c) pontjában meghatározott feltételek fennállása esetén a bíróság, az ügyészség vagy a nyomozó hatóság akkor is helyettes védőt rendel ki, ha
a) a védő a távolmaradását előzetesen kimentette, azonban helyettesítéséről nem gondoskodott, és
b) az eljárási cselekmény elhalasztása az eljárási cselekmény eredményes elvégzését veszélyeztetné, vagy a büntetőeljárás lefolytatását jelentősen késleltetné.
Helyettes védő kirendelése esetén a bírósági eljárásban a terhelt védőjének távollétében nem lehet befejezni a bizonyítási eljárást, a helyettes védő perbeszédet nem tarthat.
A helyettes védő kirendelésére a védő kirendelésére vonatkozó rendelkezéseket kell alkalmazni azzal, hogy az eljáró védőt a kirendelő bíróság, ügyészség vagy nyomozó hatóság jelöli ki.
A helyettes védő kirendelésének hatálya a védő távollétében lefolytatott eljárási cselekmény befejezéséig tart.
A helyettes védő díjára és költségeinek megtérítésére a kirendelt védőre vonatkozó rendelkezéseket kell alkalmazni.